# Catalogo delle opere antiche della Galleria Borghese
Segue un elenco delle principali opere antiche conservate nella Galleria Borghese.

## Elenco
| Immagine                                                                              | Titolo                                                                  | Stile            | Datazione                                      | Dimensioni                                                            | Tecnica e supporto                                        | Numero d'inventario | Note                                                 |
| ------------------------------------------------------------------------------------- | ----------------------------------------------------------------------- | ---------------- | ---------------------------------------------- | --------------------------------------------------------------------- | --------------------------------------------------------- | ------------------- | ---------------------------------------------------- |
|                                                                                       | Ara della Fortuna Salutare                                              | arte romana      | 50-150 d.C.                                    | 79x61 cm                                                              | marmo italico                                             | CLXVIII             |                                                      |
|                                                                                       | Fronte di sarcofago con Apollo e le Muse                                | arte romana      | 225-250 d.C.                                   | 96x64 cm                                                              | marmo italico                                             | VI                  |                                                      |
|                                                                                       | Frammento di rilievo con imprese daciche                                | arte romana      | ca. 117 d.C.                                   | 300x104 cm                                                            | marmo italico                                             | XXV                 |                                                      |
|                                                                                       | Testa di Dionisio                                                       | arte romana      | 150 d.C.                                       | 68 cm                                                                 | marmo italico                                             | CCXXXXI             | Pezzi distinti riuniti in un unico gruppo scultoreo. |
| Ritratto di fanciulla                                                                 | 40-45 d.C.                                                              | arte romana      | 117 cm                                         |                                                                       | marmo italico                                             | CCXXXXI             | Pezzi distinti riuniti in un unico gruppo scultoreo. |
| Gruppo di padre e figlia                                                              | 150-200 d.C.                                                            | arte romana      | 129 cm                                         |                                                                       | marmo italico                                             | CCXXXXI             | Pezzi distinti riuniti in un unico gruppo scultoreo. |
| Frammento di fronte di sarcofago a festoni con tiaso marino                           | 130-140 d.C.                                                            | arte romana      | 55x95 cm                                       |                                                                       | marmo italico                                             | CCXXXXI             | Pezzi distinti riuniti in un unico gruppo scultoreo. |
|                                                                                       | Grande Ercolanese                                                       | arte romana      | II secolo d.C.                                 | 93 cm                                                                 | marmo italico                                             | XXI                 | Torso di donna.                                      |
|                                                                                       | Ninfa dormiente                                                         | arte romana      | 140-160 d.C.                                   | 33x97 cm                                                              | marmo italico                                             | XIV                 | Pezzi distinti riuniti in un unico gruppo scultoreo. |
| Sarcofago con Eroti che reggono un clipero                                            | ca. 220 d.C.                                                            | arte romana      | 34x106 cm                                      |                                                                       | marmo italico                                             | XIV                 | Pezzi distinti riuniti in un unico gruppo scultoreo. |
|                                                                                       | Torso di Apollo seduto                                                  | arte romana      | 100-150 d.C.                                   | 98 cm                                                                 | marmo italico                                             | XV                  |                                                      |
|                                                                                       | Fronte di sarcofago con battaglia di Romani e barbari                   | arte romana      | ca. 200 d.C.                                   | 98x238 cm                                                             | marmo italico                                             | XIX                 |                                                      |
|                                                                                       | Serapide                                                                | arte romana      | II secolo d.C.                                 | 135 cm                                                                | marmo italico                                             | CCXXXIII            | Pezzi distinti riuniti in un unico gruppo scultoreo. |
| Frammento di fronte di sarcofago a festoni con tiaso marino                           | ca. 130-140 d.C.                                                        | arte romana      | 55x95 cm                                       |                                                                       | marmo italico                                             | CCXXXIII            | Pezzi distinti riuniti in un unico gruppo scultoreo. |
|                                                                                       | Candelabro                                                              | arte romana      | II secolo d.C.                                 | 270 cm                                                                | marmo italico                                             | XXX                 |                                                      |
|                                                                                       | Ritratto di donna                                                       | arte romana      | ca. 115 d.C.                                   | 30 cm                                                                 | marmo pentelico                                           | XXXIII              | Pezzi distinti riuniti in un unico gruppo scultoreo. |
| Artemide (tipo Colonna)                                                               | ca. 250 d.C.                                                            | arte romana      | 149 cm                                         |                                                                       | marmo pentelico                                           | XXXIII              | Pezzi distinti riuniti in un unico gruppo scultoreo. |
|                                                                                       | Venere e Marte                                                          | arte romana      | 150 d.C.                                       | 83 cm                                                                 | marmo italico                                             | CCL                 | Pezzi distinti riuniti in un unico gruppo scultoreo. |
| Ara seporlcrale con dedica a Stazio                                                   | I secolo d.C.                                                           | arte romana      | 81x78 cm                                       |                                                                       | marmo italico                                             | CCL                 | Pezzi distinti riuniti in un unico gruppo scultoreo. |
|                                                                                       | Testa colossale di Iside                                                | arte romana      | 160-180 d.C.                                   | 80 cm                                                                 | marmo asiatico                                            | XXXV                | Pezzi distinti riuniti in un unico gruppo scultoreo. |
| Frammento di lastra di sarcofago a festoni con Nereidi che portano le armi di Achille | 140-150 d.C.                                                            | arte romana      | 52x60 cm                                       | marmo bianco venato di azzurro                                        |                                                           | XXXV                | Pezzi distinti riuniti in un unico gruppo scultoreo. |
|                                                                                       | Satiro combattente                                                      | arte romana      | 120-140 d.C.                                   | 238 cm                                                                | marmo di Luni                                             | XXXVI               | Pezzi distinti riuniti in un unico gruppo scultoreo. |
| Lastra di rilievo dionisiaco                                                          | arte ellenistica                                                        | I secolo d.C.    | 69 cm                                          | marmo pentelico                                                       |                                                           | XXXVI               | Pezzi distinti riuniti in un unico gruppo scultoreo. |
|                                                                                       | Testa colossale di Era                                                  | arte romana      | I secolo d.C.                                  | 143 cm                                                                | marmo pentelico                                           | XXXVII              | Pezzi distinti riuniti in un unico gruppo scultoreo. |
| Frammento di lastra di sarcofago a festoni con Nereidi che portano le armi di Achille | arte romana                                                             | 140-150 d.C.     | 52x60 cm                                       | marmo bianco venato di azzurro                                        |                                                           | XXXVII              | Pezzi distinti riuniti in un unico gruppo scultoreo. |
|                                                                                       | Ritratto di Vespasiano                                                  | arte romana      | ca. 70 d.C.                                    | 29 cm                                                                 | marmo di Luni                                             | XXXVIII             |                                                      |
|                                                                                       | Claudio quale Giove                                                     | arte romana      | 54 d.C.                                        | 178 cm                                                                | marmo di Luni                                             | XXXIX               | Pezzi distinti riuniti in un unico gruppo scultoreo. |
| Ara sepolcrale con la defunta su kline                                                | 80-90 d.C.                                                              | arte romana      | 99x78 cm                                       |                                                                       | marmo di Luni                                             | XXXIX               | Pezzi distinti riuniti in un unico gruppo scultoreo. |
|                                                                                       | Meleagro                                                                | arte romana      | 140-150 d.C.                                   | 168 cm                                                                | marmo di Luni                                             | XL                  |                                                      |
|                                                                                       | Ritratto di Augusto                                                     | arte romana      | ca. 10 d.C.                                    | 35 cm                                                                 | marmo pentelico                                           | XLI                 | Pezzi distinti riuniti in un unico gruppo scultoreo. |
| Statua di togato                                                                      | I secolo d.C.                                                           | arte romana      | 224 cm                                         |                                                                       | marmo pentelico                                           | XLI                 | Pezzi distinti riuniti in un unico gruppo scultoreo. |
|                                                                                       | Lastra di rilievo dionisiaco                                            | arte ellenistica | I secolo d.C.                                  | 69 cm                                                                 | marmo pentelico                                           | VIIIL               |                                                      |
|                                                                                       | Statua ritratto di Salonina                                             | arte romana      | 161-175 d.C., rielaborata poi nel 260-268 d.C. | 211 cm                                                                | marmo di Luni                                             | VIL                 | Pezzi distinti riuniti in un unico gruppo scultoreo. |
| Monumento funerario di Petronia Musa                                                  | ca. 120 d.C.                                                            | arte romana      | 92x56 cm                                       |                                                                       | marmo di Luni                                             | VIL                 | Pezzi distinti riuniti in un unico gruppo scultoreo. |
|                                                                                       | Satiro                                                                  | arte romana      | I secolo d.C.                                  | 100 cm                                                                | marmo pentelico                                           | VL                  |                                                      |
|                                                                                       | Ritratto di Menandro                                                    | arte romana      | I secolo d.C.                                  | 29 cm                                                                 | marmo di Luni                                             | IVL                 | Pezzi distinti riuniti in un unico gruppo scultoreo. |
| Statua di togato                                                                      | 175 cm                                                                  | arte romana      | I secolo d.C.                                  |                                                                       | marmo di Luni                                             | IVL                 | Pezzi distinti riuniti in un unico gruppo scultoreo. |
| Ara sepolcrale con scena di sacrificio a Minerva                                      | 90-110 d.C.                                                             | arte romana      | 54x85 cm                                       |                                                                       | marmo di Luni                                             | IVL                 | Pezzi distinti riuniti in un unico gruppo scultoreo. |
|                                                                                       | Statua di togato                                                        | arte romana      | I secolo d.C.                                  |                                                                       | marmo di Luni                                             | CLXXXV              |                                                      |
|                                                                                       | Ritratto colossale di Adriano                                           | arte romana      | ca. 140 d.C.                                   | 140 cm                                                                | marmo di Luni                                             | IIL                 | Pezzi distinti riuniti in un unico gruppo scultoreo. |
| Frammento di lastra di sarcofago a festoni con Nereidi che portano le armi di Achille | 140-150 d.C.                                                            | arte romana      | 52x60 cm                                       | marmo bianco venato di azzurro                                        |                                                           | IIL                 | Pezzi distinti riuniti in un unico gruppo scultoreo. |
|                                                                                       | Ritratto di Augusto                                                     | arte romana      | ca. 10 a.C.                                    | 33 cm                                                                 |                                                           | IIIL                |                                                      |
|                                                                                       | Dionisio                                                                | arte romana      | II secolo d.C.                                 | 160 cm                                                                | marmo di Paro                                             | XLIX                | Pezzi distinti riuniti in un unico gruppo scultoreo. |
| Lastra di rilievo dionisiaco                                                          | arte ellenistica                                                        | I secolo a.C.    | 69 cm                                          | marmo pentelico                                                       |                                                           | XLIX                | Pezzi distinti riuniti in un unico gruppo scultoreo. |
|                                                                                       | Ritratto colossale di Antonino Pio                                      | arte romana      | ca. 160 d.C.                                   | 132 cm                                                                | marmo bianco                                              | L                   |                                                      |
|                                                                                       | Ritratto di Galba                                                       | arte romana      | ?                                              | 41 cm                                                                 | marmo di Luni                                             | LI                  |                                                      |
|                                                                                       | Testa di divinità                                                       | arte romana      | ca. 130 d.C.                                   | 26 cm                                                                 | marmo pentelico                                           | LII                 | Pezzi distinti riuniti in un unico gruppo scultoreo. |
| Artemide (tipo Colonna)                                                               | 140 d.C.                                                                | arte romana      | 173 cm                                         |                                                                       | marmo pentelico                                           | LII                 | Pezzi distinti riuniti in un unico gruppo scultoreo. |
|                                                                                       | Mosaico con gladiatori e cacce nel circo                                | arte romana      | 320-330 d.C.                                   | 224,6x540,1 cm                                                        | tessere marmoree e calcare                                | senza inv.          |                                                      |
|                                                                                       | Testa di divinità restaurata quale iside                                | arte romana      | ca. 140 d.C.                                   | 50 cm                                                                 | marmo a grana fine                                        | IXC                 |                                                      |
|                                                                                       | Ninfa restaurata quale Musa                                             | arte romana      | I secolo d.C.                                  | 152 cm                                                                | marmo bianco a grana fine                                 | LVI                 |                                                      |
|                                                                                       | Frammento di fianco di sarcofago con sacrificio di Minosse a Posidone   | arte romana      | 160-180 d.C.                                   | 78x80 cm                                                              | marmo italico                                             | LXI                 |                                                      |
|                                                                                       | Venere Genitrice                                                        | arte romana      | I secolo d.C.                                  | 165 cm                                                                | marmo pentelico                                           | LVIII               |                                                      |
|                                                                                       | Fanciullo ammantato                                                     | arte romana      | II secolo d.C.                                 | 68/72 cm                                                              | marmo italico                                             | CVIC                |                                                      |
|                                                                                       | Fanciullo ammantato                                                     | arte romana      | II secolo d.C.                                 | 68/72 cm                                                              | marmo italico                                             | LXV                 |                                                      |
|                                                                                       | Fanciullo ammantato                                                     | arte romana      | II secolo d.C.                                 | 68/72 cm                                                              | marmo italico                                             | LXIX                |                                                      |
|                                                                                       | Fronti di sarcofago a colonne con Apollo e le Muse                      | arte romana      | 220-230 d.C.                                   | 100x213 cm (per cinque Muse) e 102x226 cm (per quattro Muse e Apollo) | marmo asiatico                                            | LXXV                |                                                      |
|                                                                                       | Ritratto di Antonia Minore                                              | arte romana      | ca. 30-37 d.C.                                 | 30 cm                                                                 | marmo italico                                             | LXII                | Pezzi distinti riuniti in un unico gruppo scultoreo. |
| Leda seduta col cigno e un Erote                                                      | 200-230 d.C.                                                            | arte romana      | 120 cm                                         | marmo pario                                                           |                                                           | LXII                | Pezzi distinti riuniti in un unico gruppo scultoreo. |
|                                                                                       | Ritratto di Britannico                                                  | arte romana      | ca. 50 d.C.                                    | 30 cm                                                                 | marmo italico                                             | LXXVI               | Serie di busti e ritratti.                           |
|                                                                                       | Ritratto di donna                                                       | arte romana      | ca. 90 d.C.                                    | 47 cm                                                                 | marmo bianco                                              | LXXVI               | Serie di busti e ritratti.                           |
|                                                                                       | Rilievo con Aiace e Cassandra                                           | arte romana      | I secolo a.C.                                  | 84x84 cm                                                              | marmo pario                                               | LXIV                |                                                      |
|                                                                                       | Statua di donna (tipo Spes)                                             | arte romana      | ca. 110 d.C.                                   | 169 cm                                                                | marmo italico                                             | LXVI                | Pezzi distinti riuniti in un unico gruppo scultoreo. |
| Ara circolare con bucrani e ghirlande                                                 | arte romana                                                             | 30 a.C.-20 d.C.  | 90 cm                                          | marmo bianco                                                          |                                                           | LXVI                | Pezzi distinti riuniti in un unico gruppo scultoreo. |
|                                                                                       | Ritratto di uomo con acconciatura orientale                             | arte romana      | II secolo d.C.                                 | 73 cm (34 cm senza busto)                                             | marmo bigio morato                                        | LXVII               |                                                      |
|                                                                                       | Donna ammantata restaurata quale Flora                                  | arte romana      | ca. 160 d.C.                                   | 144 cm                                                                | marmo italico                                             | LXVIII              | Pezzi distinti riuniti in un unico gruppo scultoreo. |
| Ara circolare con scena di sacrificio a Ercole Invitto                                | ca. 20 a.C.                                                             | arte romana      | 53 cm                                          | marmo bianco                                                          |                                                           | LXVIII              | Pezzi distinti riuniti in un unico gruppo scultoreo. |
|                                                                                       | Rilievo con Artemide Kourotrophos                                       | arte romana      | 140-160 d.C.                                   | 86x75 cm                                                              | marmo italico                                             | LXXI                |                                                      |
|                                                                                       | Afrodite seduta con Eros                                                | arte romana      | 100-150 d.C.                                   | 148 cm                                                                | marmi bianchi                                             | LXXII               |                                                      |
|                                                                                       | Ritratto di fanciullo                                                   | arte romana      | ca. 160 d.C.                                   | 25 cm                                                                 | marmo italico                                             | LXXVI               | Serie di busti e ritratti.                           |
|                                                                                       | Ritratto di Sabina                                                      | arte romana      | 137-139 d.C.                                   | 35 cm                                                                 | marmo italico                                             | LXXVI               | Serie di busti e ritratti.                           |
|                                                                                       | Erma di Pan                                                             | arte romana      | ca. 35 d.C.                                    | 151 cm                                                                | marmo pentelico                                           | LXXVIII             |                                                      |
|                                                                                       | Frammento di sarcofago con tiaso marino                                 | arte romana      | 220 d.C.                                       | 67x140 cm                                                             | marmo bianco a grana fine                                 | LXXXI               |                                                      |
|                                                                                       | Lastra di sarcofago a colonne con Imprese di Eracle                     | arte romana      | 160 d.C.                                       | 100x240 cm                                                            | marmo                                                     | LXXIX               |                                                      |
|                                                                                       | Coperchio di sarcofago con Amazzoni alla guerra di Troia                | arte romana      | II secolo d.C.                                 | 19x201 cm                                                             | marmo italico e marmo asiatico (acroteri)                 | LXXX                |                                                      |
|                                                                                       | Erma di Dionisio imberbe                                                | arte romana      | 70-90 d.C.                                     | 151 cm                                                                | marmo bisanco                                             | LXXXII              |                                                      |
|                                                                                       | Testa di Eracle (tipo Pozzuoli-Antinori)                                | arte romana      | 180-190 d.C.                                   | 41 cm                                                                 | marmo di Luni                                             | LXXXIII             |                                                      |
|                                                                                       | Statua di fanciullo quale Eracle combattente                            | arte romana      | 140-160 d.C.                                   | 101 cm                                                                | marmo di Luni                                             | LXXXIV              |                                                      |
|                                                                                       | Testa di Afrodite                                                       | arte romana      | ca. 120 d.C.                                   | 27,5 cm                                                               | marmo bianco                                              | LXXXV               | Pezzi distinti riuniti in un unico gruppo scultoreo. |
| Ara sepolcrale di Flavia Variana                                                      | ca. 90 d.C.                                                             | arte romana      | 80x68 cm                                       | marmo italico                                                         |                                                           | LXXXV               | Pezzi distinti riuniti in un unico gruppo scultoreo. |
|                                                                                       | Erma di Eracle ammantato                                                | arte romana      | 180 d.C.                                       | 110 cm                                                                | marmo pentelico                                           | LXXXVI              |                                                      |
|                                                                                       | Sarcofago con tiaso marino e coperchio con Stagioni                     | arte romana      | 140-150 d.C.                                   | 52x212 cm (coperchio 20x216 cm)                                       | marmo italico                                             | LXXXVII             |                                                      |
|                                                                                       | Fregio con antemio                                                      | arte romana      | ca. 112 d.C.                                   | 40x174 cm                                                             | marmo di Luni                                             | LXXXVIII            |                                                      |
|                                                                                       | Erma di Eracle fanciullo                                                | arte romana      | 160-170 d.C.                                   | 113 cm                                                                | marmo bianco venato di azzurro                            | XC                  |                                                      |
|                                                                                       | Ritratto di Alessandro                                                  | arte romana      | I secolo d.C.                                  | 38 cm                                                                 | marmo pentelico                                           | VIIC                |                                                      |
|                                                                                       | Erma di Dionisio barbato                                                | arte romana      | 70-90 d.C.                                     | 150 cm                                                                | marmo pentelico                                           | VIC                 |                                                      |
|                                                                                       | Lastra di rilievo dionisiaco                                            | arte ellenistica | I secolo a.C.                                  | 69 cm                                                                 | marmo pentelico                                           | IIIC                |                                                      |
|                                                                                       | Lastra di sarcofago a colonne con Imprese di Eracle                     | arte romana      | ca. 160 d.C.                                   | 100x235 cm                                                            | marmo                                                     | VC                  |                                                      |
|                                                                                       | Coperchio di sarcofago con la presentazione di Apollo e Artemide a Zeus | arte romana      | ca. 150 d.C.                                   | 34x194 cm                                                             | marmo italico                                             | IVC                 |                                                      |
|                                                                                       | Erma di Dionisio Lenaios                                                | arte romana      | 70-90 d.C.                                     | 151 cm                                                                | marmo bianco                                              | IIC                 |                                                      |
|                                                                                       | Torso di fanciullo restaurato quale statua di Satiro                    | arte romana      | I secolo d.C.                                  | 106 cm                                                                | marmo di Luni                                             | IC                  |                                                      |
|                                                                                       | Afrodite (tipo Capitolino)                                              | arte romana      | 120-130 d.C.                                   | 191 cm                                                                | marmo di Luni                                             | C                   | Pezzi distinti riuniti in un unico gruppo scultoreo. |
| Ara sepolcrale di Antistia Trifena e Tito Antistio Cosmo                              | ca. 100 d.C.                                                            | arte romana      | 56x66 cm                                       | marmo italico                                                         |                                                           | C                   | Pezzi distinti riuniti in un unico gruppo scultoreo. |
|                                                                                       | Dionisio restaurata come Apollo                                         | arte romana      | II secolo d.C.                                 | 173 cm                                                                | marmo di Luni                                             | CII                 | Pezzi distinti riuniti in un unico gruppo scultoreo. |
| Ara sepolcrale di Marco Ulpio Eliade                                                  | ca. 150 d.C.                                                            | arte romana      | 55x56,5 cm                                     | marmo italico                                                         |                                                           | CII                 | Pezzi distinti riuniti in un unico gruppo scultoreo. |
|                                                                                       | Statua di Eracle fanciullo in riposo (tipo Pozzuoli-Antinori)           | arte romana      | II secolo d.C.                                 | 87 cm                                                                 | marmo bianco forse di Luni                                | CIII                |                                                      |
|                                                                                       | Arpocrate con anatra                                                    | arte romana      | 110-120 d.C.                                   | 50 cm                                                                 | marmo bianco                                              | CVI                 |                                                      |
|                                                                                       | Fanciullo con due anatre                                                | arte romana      | 100-200 d.C.                                   | 73 cm                                                                 | marmo bianco                                              | CX                  |                                                      |
|                                                                                       | Afrodite (tipo Medici) con Erote su delfino                             | arte romana      | inizio II secolo d.C.                          | 131 cm                                                                | marmo insulare                                            | CVIII               |                                                      |
|                                                                                       | Statuetta di Kore restaurata quale Iside                                | arte romana      | 20-40 d.C.                                     | 106 cm                                                                | marmo bianco                                              | CXI                 |                                                      |
|                                                                                       | Fontana con pescatori e pastori                                         | arte romana      | 200-220 d.C.                                   | 85 cm                                                                 | marmo bianco                                              | CVII                | Pezzi distinti riuniti in un unico gruppo scultoreo. |
| Ara con fronde di edera a rilievo                                                     | 20-40 d.C.                                                              | arte romana      | 44x63 cm                                       | CVII                                                                  | marmo bianco                                              |                     | Pezzi distinti riuniti in un unico gruppo scultoreo. |
|                                                                                       | Cratere con scene di danza                                              | arte ellenistica | 90 a.C.                                        | 73 cm                                                                 | marmo pentelico                                           | CXVI                | Pezzi distinti riuniti in un unico gruppo scultoreo. |
| Base di candelabro                                                                    | I secolo a.C.                                                           | arte ellenistica | 141 cm                                         |                                                                       | marmo pentelico                                           | CXVI                | Pezzi distinti riuniti in un unico gruppo scultoreo. |
|                                                                                       | Testa di Apollo (tipo Ariadne)                                          | arte ellenistica | I secolo a.C.                                  | 21,5 cm                                                               | marmo pentelico                                           | CXVII               | Pezzi distinti riuniti in un unico gruppo scultoreo. |
| Apollo con grifo e tripode                                                            | arte romana                                                             | 130-140 d.C.     | 120 cm                                         | marmo bianco                                                          |                                                           | CXVII               | Pezzi distinti riuniti in un unico gruppo scultoreo. |
|                                                                                       | Leone funerario                                                         |                  | 75-100 d.C.                                    | 44 cm                                                                 | alabastro                                                 | CXXXXII             |                                                      |
|                                                                                       | Testa colossale di Apollo                                               | arte ellenistica | 150-100 a.C.                                   | 100 cm (40 cm senza busto)                                            | marmo pentelico                                           | CXX                 |                                                      |
|                                                                                       | Artemide (tipo Dresda) restaurata come Musa                             | arte romana      | 100-110 d.C.                                   | 146 cm                                                                | marmo                                                     | CXXVI               |                                                      |
|                                                                                       | Artemide                                                                | arte romana      | II secolo d.C.                                 | 172 cm                                                                | marmo a grossi cristalli                                  | CXXIX               |                                                      |
|                                                                                       | Dionisio                                                                | arte romana      | 120-130 d.C.                                   | 167 cm                                                                | marmo bianco                                              | CXXXIV              |                                                      |
|                                                                                       | Artemide (tipo Borghese)                                                | arte romana      | 120-130 d.C.                                   | 155 cm                                                                | marmo pentelico                                           | CXXXVII             |                                                      |
|                                                                                       | Dionisio con pantera                                                    | arte romana      | 100-150 d.C.                                   | 105 cm                                                                | marmo bianco                                              | CXXXXIII            |                                                      |
|                                                                                       | Frammento di coperchio di sarcofago con Stagioni                        | arte romana      | 150-160 d.C.                                   | 25x120 cm                                                             | marmo                                                     | senza inventario    |                                                      |
|                                                                                       | Afrodite ammantata con delfino                                          | arte romana      | 120-130 d.C.                                   | 170 cm                                                                | marmo bianco                                              | CLXI                |                                                      |
|                                                                                       | Statua femminile ammantata con ritratto di Severina                     | arte romana      | 270-275 d.C. (testa) 180-190 d.C. (figura)     | 180 cm                                                                | marmo bianco giallastro                                   | CCXXXX              |                                                      |
|                                                                                       | Statua di donna restaurata quale Demetra                                | arte romana      | II secolo d.C.                                 | 204 cm                                                                | marmo giallognolo a cristalli fini                        | CLXIX               |                                                      |
|                                                                                       | Ritratto di Tito giovane                                                | arte romana      | ca. 70 d.C.                                    | 66 cm                                                                 | marmo italico                                             | CLXXI               |                                                      |
|                                                                                       | Ermafrodito dormiente                                                   | arte romana      | II secolo d.C.                                 | 145 cm (lunghezza)                                                    | marmo pario                                               | CLXXII              |                                                      |
|                                                                                       | Testa di Afrodite                                                       | arte romana      | 100-110 d.C.                                   | 29 cm                                                                 | marmo bianco                                              | CLXXIV              |                                                      |
|                                                                                       | Torso di fanciullo con brocca                                           | arte romana      | I secolo d.C.                                  | 90 cm                                                                 | marmo pario                                               | CLXXX               |                                                      |
|                                                                                       | Satirello che suona la siringa                                          | arte romana      | II secolo d.C.                                 | 133 cm                                                                | marmo bianco                                              | CCXXVIII            |                                                      |
| Satirello che suona il flauto                                                         | arte romana                                                             | II secolo d.C.   | 133 cm                                         | marmo bianco                                                          | CCXXVI                                                    |                     |                                                      |
|                                                                                       | Frammento di statua di Atena Parthenos                                  | arte romana      | 80-90 d.C.                                     | 102 cm                                                                | marmo pentelico                                           | VIII                |                                                      |
|                                                                                       | Vasca                                                                   | arte romana      | II-III secolo d.C.                             | 120x169x85 cm                                                         | porfido                                                   | CLXV                |                                                      |
|                                                                                       | Testa di Kore                                                           | arte italiota    | ca. 480-170 a.C.                               | 25 cm                                                                 | marmo di pario                                            | CLXXXI              |                                                      |
|                                                                                       | Testa di Atena                                                          | arte romana      | II secolo d.C.                                 | 21 cm                                                                 | marmo di Luni                                             | CLXXXIII            | Pezzi distinti riuniti in un unico gruppo scultoreo. |
| Atena                                                                                 | II secolo d.C.                                                          | arte romana      | 132 cm                                         | marmo bianco                                                          |                                                           | CLXXXIII            | Pezzi distinti riuniti in un unico gruppo scultoreo. |
|                                                                                       | Coperchio di sarcofago con figura matronale                             | arte romana      | II secolo d.C.                                 |                                                                       | marmo                                                     | CLXXXVII            |                                                      |
|                                                                                       | Rilievo funerario a tre figure                                          | arte romana      | ca. 20 a.C.                                    | 163x175 cm                                                            | marmo                                                     | CLXXXVIII           |                                                      |
|                                                                                       | Frammento di lastra di sarcofago con Eroti                              | arte romana      | 117-138 d.C.                                   | 33x140 cm                                                             | marmo italico                                             | CLXXXIX             |                                                      |
|                                                                                       | Ecate tricorpore                                                        | arte romana      | II secolo d.C.                                 | 114 cm                                                                | marmo bianco venato finemente di azzurro e grigio         | CXC                 |                                                      |
|                                                                                       | Ninfa con bacino                                                        | arte romana      | II secolo d.C.                                 | 139 cm                                                                | marmo di Luni                                             | CIXC                |                                                      |
|                                                                                       | Eros in ceppi                                                           | arte romana      | 150-200 d.C.                                   | 72 cm                                                                 | marmo di Luni                                             | CXIII               |                                                      |
|                                                                                       | Testa di Asclepio                                                       | arte romana      | II secolo d.C.                                 | 22,5 cm                                                               | marmo bianco a piccoli cristalli                          | CIC                 | Pezzi distinti riuniti in un unico gruppo scultoreo. |
| Asclepio e Telesforo                                                                  | II secolo d.C.                                                          | arte romana      | 125 cm                                         | marmo bianco                                                          |                                                           | CIC                 | Pezzi distinti riuniti in un unico gruppo scultoreo. |
|                                                                                       | Statua di fanciulla                                                     | arte romana      | I secolo d.C.                                  | 130 cm                                                                | marmo pentelico                                           | CVC                 |                                                      |
|                                                                                       | Frammento di sarcofago a vasca con filosofi                             | arte romana      | ca. 300 d.C.                                   | 90x68 cm                                                              | marmo                                                     | CIIC                |                                                      |
|                                                                                       | Coperchio di sarcofago con defunto disteso                              | arte romana      | 200-220 d.C.                                   | 60x150 cm                                                             | marmo                                                     | CIVC                | Pezzi distinti riuniti in un unico gruppo scultoreo. |
| Lastra di sarcofago con tiaso marino                                                  | ca. 230 d.C.                                                            | arte romana      | 57x207 cm                                      |                                                                       | marmo                                                     | CIVC                | Pezzi distinti riuniti in un unico gruppo scultoreo. |
|                                                                                       | Leda col cigno                                                          | arte romana      | II secolo d.C.                                 | 125 cm                                                                | marmo bianco                                              | CVIIC               |                                                      |
|                                                                                       | Fanciullo con uccello                                                   | arte romana      | 100-200 d.C.                                   | 73,5 cm                                                               | marmo bianco a cristalli fini                             | CXV                 |                                                      |
|                                                                                       | Testa di divinità                                                       | arte romana      | 120-130 d.C.                                   | 38 cm                                                                 | marmo bianco                                              | CCI                 | Pezzi distinti riuniti in un unico gruppo scultoreo. |
| Statua di Menade                                                                      | ca. 135 d.C.                                                            | arte romana      | 90 cm                                          | marmo bianco a grana fine                                             |                                                           | CCI                 | Pezzi distinti riuniti in un unico gruppo scultoreo. |
|                                                                                       | Sacerdotessa Iside                                                      | arte romana      | I secolo a.C.                                  | 183 cm                                                                | marmo bianco                                              | CCII                |                                                      |
|                                                                                       | Paride (o Ganimede)                                                     | arte romana      | I secolo d.C.                                  | 113 cm (195 cm con il plinto)                                         | marmo bianco                                              | CCIII               |                                                      |
|                                                                                       | Sfinge                                                                  | arte romana      | I-II secolo d.C.                               | 41x87 cm                                                              | basanite                                                  | CCVII               |                                                      |
|                                                                                       | Eros dormiente                                                          | arte romana      | II secolo d.C.                                 |                                                                       | marmo                                                     | CVIIIC              |                                                      |
|                                                                                       | Iside                                                                   | arte romana      | 160-180 d.C.                                   | 157 cm                                                                | marmo nero africano con parti in marmo bianco di restauro | CCIX                |                                                      |
|                                                                                       | Testa di donna                                                          | arte romana      | II secolo d.C.                                 | 30 cm                                                                 | marmo bianco                                              | CCXII               |                                                      |
|                                                                                       | Afrodite (variante della Landolina)                                     | arte romana      | I secolo d.C.                                  | 128 cm (135 cm con il plinto)                                         | marmo bianco                                              | CCXV                |                                                      |
|                                                                                       | Peplophoros                                                             | arte romana      | 50 a.C.-50 d.C.                                | 172 cm                                                                | marmo pentelico                                           | CCXVI               |                                                      |
|                                                                                       | Atena (tipo Chechell)                                                   | arte romana      | ca. 140 d.C.                                   | 147 cm (155 cm con il pinto)                                          | marmo pario                                               | CCXVII              |                                                      |
|                                                                                       | Satiro su delfino                                                       | arte romana      | 130 d.C.                                       | 103 cm                                                                | marmo bianco a piccoli cristalli con venature scure       | CC                  | Pezzi distinti riuniti in un unico gruppo scultoreo. |
| Frammenti di una coppia di trapezofori                                                | I secolo a.C.                                                           | arte romana      | ca. 36x59 cm a lato                            | marmo bianco                                                          |                                                           | CC                  | Pezzi distinti riuniti in un unico gruppo scultoreo. |
|                                                                                       | Statuetta di Attis                                                      | arte romana      | II secolo d.C.                                 | 82 cm                                                                 | marmo frigio                                              | LIX                 |                                                      |
|                                                                                       | Satiro in riposo                                                        | arte romana      | ca. 120-130 d.C.                               | 187 cm (174 cm senza plinto)                                          | marmo bianco italico                                      | CCXXXII             |                                                      |
|                                                                                       | Statua di imperatore seduto quale Giove restaurata come Mercurio        | arte romana      | I secolo d.C.                                  | 118 cm (123 cm con il plinto)                                         | marmo bianco                                              | CCXXVII             | Pezzi distinti riuniti in un unico gruppo scultoreo. |
| Frammento di lastra di sarcofago a festoni con Nereidi che portano le armi di Achille | 140-150 d.C.                                                            | arte romana      | 55x82 cm                                       | marmo bianco venato di azzurro                                        |                                                           | CCXXVII             | Pezzi distinti riuniti in un unico gruppo scultoreo. |
|                                                                                       | Statua maschile nuda restaurata quale Commodo                           | arte romana      | II secolo d.C.                                 | 110 cm                                                                | marmo                                                     | CCXXXIV             |                                                      |
|                                                                                       | Ritratto di Esopo                                                       | arte romana      | I secolo d.C.                                  | 25 cm                                                                 | marmo di Luni                                             | CCXXX               |                                                      |
|                                                                                       | Ritratto di Tiberio                                                     | arte romana      | ca. 13 d.C.                                    | 27 cm                                                                 | marmo bianco                                              | CLXXV               |                                                      |
|                                                                                       | Satiro danzante                                                         | arte romana      | ca. 220 d.C.                                   | 215 cm (205 cm senza plinto)                                          | marmo pentelico                                           | CCXXV               |                                                      |
|                                                                                       | Matrona con maschera                                                    | arte romana      | III secolo d.C.                                |                                                                       | marmo di Luni                                             | CCXXXVIII           |                                                      |
|                                                                                       | Ritratto di donna                                                       | arte romana      | III secolo d.C.                                | 21 cm                                                                 | marmo di Luni                                             | CCXXXVI             | Pezzi distinti riuniti in un unico gruppo scultoreo. |
| Statua femminile ammantata tipo Piccola Ercolanese                                    | 100-200 d.C.                                                            | arte romana      | 112 cm                                         | marmo bianco di Luni                                                  |                                                           | CCXXXVI             | Pezzi distinti riuniti in un unico gruppo scultoreo. |
|                                                                                       | Ritratto di Periandro                                                   | arte romana      | 130-140 d.C.                                   | 29 cm                                                                 | marmo                                                     | CCXXXVII            | Pezzi distinti riuniti in un unico gruppo scultoreo. |
| Statua di letterato greco seduto                                                      | I secolo d.C.                                                           | arte romana      | 130 cm (115 cm senza plinto)                   | marmo pentelico                                                       |                                                           | CCXXXVII            | Pezzi distinti riuniti in un unico gruppo scultoreo. |
| Frammento di lastra di sarcofago a festoni con Nereidi che portano le armi di Achille | 140-150 d.C.                                                            | arte romana      | 52x80 cm                                       | marmo bianco venato di azzurro                                        |                                                           | CCXXXVII            | Pezzi distinti riuniti in un unico gruppo scultoreo. |
|                                                                                       | Ritratto di donna                                                       | arte romana      | III secolo d.C.                                | 30 cm                                                                 | marmo bianco                                              | CCXXXXVIII          | Pezzi distinti riuniti in un unico gruppo scultoreo. |
| Statua femminile ammantata restaurata quale Musa                                      | II secolo d.C.                                                          | arte romana      | 205 cm                                         | marmo bianco a grana fine forse di Luni                               |                                                           | CCXXXXVIII          | Pezzi distinti riuniti in un unico gruppo scultoreo. |
|                                                                                       | Ritratto di Faustina Maggiore                                           | arte romana      | 138-141 d.C.                                   | 40 cm                                                                 | marmo bianco                                              | CCXXXXIV            |                                                      |
|                                                                                       | Statua femminile restaurata come Cerere                                 | arte romana      | II secolo d.C.                                 |                                                                       | marmo                                                     | CCXXXXIIII          |                                                      |
|                                                                                       | Ritratto di Domizia Lucilla                                             | arte romana      | II secolo d.C.                                 | 38 cm                                                                 | marmo pentelico                                           | CCXXXXIIII          |                                                      |
|                                                                                       | Testa di donna velata                                                   | arte romana      | I secolo d.C.                                  | 70 cm                                                                 | marmo bianco                                              | CCLVII              |                                                      |
|                                                                                       | Gruppo di amazzone con barbaro e Greco                                  | arte romana      | ca. 160 d.C.                                   | 55 cm                                                                 | marmo bianco                                              | CCXLV               |                                                      |
|                                                                                       | Cervo                                                                   | arte romana      | II secolo d.C.                                 |                                                                       | marmo di Luni                                             | CCLI                |                                                      |
|                                                                                       | Statua ritratto di fanciullo                                            | arte romana      | ca. 196 d.C.                                   | 102 cm                                                                | bronzo                                                    | CCLII               |                                                      |